# Гилман, Бен
Бенджамин Артур Ги́лман (6 декабря 1922, Покипси, Нью-Йорк, — 17 декабря 2016) — американский политик, член Палаты представителей США от Мидлтауна, Нью-Йорк.

## Ранняя жизнь
Гилман родился в Покипси, Нью-Йорк, сын Эстер (Голд) и Гарри Гилмана. Его родители были еврейскими иммигрантами из Австро-Венгерской империи. Гилман окончил среднюю школу Мидлтауна в Мидлтауне, Нью-Йорк в 1941 году и получил степень бакалавра в области финансов Уортонской школы бизнеса в университете Пенсильвании в 1946 году. Он также получил звание бакалавр права от Нью-Йоркской юридической школы. Гилман служил в Военно-воздушных силах армии США с 1942 по 1945 во время Второй мировой войны. Во время этого конфликта он совершил 35 полётов над Японией, получив за это Крест лётных заслуг (США) и воздушную медаль с дубовыми листьями.

## Личная жизнь
Его первая жена — Джейн Призант (1927—2000), адвокат, была дочерью актёра театра на идише Хаима Призанта.